# Ultimatum (groupe)
Pour les articles homonymes, voir Ultimatum (homonymie).
Ultimatum est un groupe de heavy metal américain, originaire d'Albuquerque, au Nouveau-Mexique.

## Biographie
Ultimatum est formé en 1992 à Albuquerque, au Nouveau-Mexique, par Robert Gutierrez, John Carroll et Greg Dingess. Le nom du groupe s'inspire du concept de l'ultimatum selon Joshua dans (24:15). L'ancien guitariste d'Angelic Force, Steve Trujillo se joint à eux peu de temps après. Le chanteur Scott Waters se joint au groupe en janvier 1993 et effectuent leur premier concert ensemble au Sonshine Festival d'Albuquerque.
Entre 1992 et 1995 le groupe joue localement et enregistre trois démos, Fatal Delay (1993), Symphonic Extremities by Ultimatum (1994), et Symphonic Extremities (1995). Les deux dernières démos sont mélangées et publiées en format CD par le label indépendant Juke Box Media, accompagnées d'une nouvelle chanson mixée par le guitariste de Whitecross, Rex Carroll.
Le batteur Sean Griego se joint au groupe en 1995, dont le style musical plus agressif aide le groupe à alterner de heavy metal et une forme plus agressive de speed et thrash metal. Cette même année, le groupe joue pour Mortification à leur tournée Blood World. Le bassiste de Mortification, Steve Rowe, appréciera leur performance et leur achètera leurs démos qu'il vendra à sa nouvelle société de distribution, Rowe Productions. En 1996, le groupe signe un contrat de trois albums avec Rowe, pour publier Puppet of Destruction en 1998, distribué par Diamante Music Group aux États-Unis
Puppet of Destruction est accueilli de manière mitigée,. En un an, le groupe garde la même formation pour enregistrer son deuxième album pour Rowe Productions, Mechanics of Perilous Times. L'album est pour début 2000 chez Rowe. À cette période, le groupe enregistre deux chansons pour le label Dwell Records, dont une reprise de Sins of Omission de Testament. Grâce au succès de cette reprise, Massacre Records contacte Ultimatum pour les faire venir au label. Rowe Productions permettra au groupe de publier un album à son nouveau label en mars 2001.
Le bassiste Tom Micheals quitte Ultimatum en 2001 après leur concert au Stryper Expo d'Anaheim. Ils commencent à enregistrer de nouvelles démos en 2004 pour attirer les labels. Une démo quatre titres attire l'intérêt de Retroactive Records qui signe le groupe. Entretemps, la démo est publiée en format CD accompagnée de deux chansons bonus sous l'EP Til the End chez Roxx Productions (2006). En 2006, le guitariste Steve Trujillo quitte le groupe et est remplacé par Augustine Ortiz.
Into the Pit est enregistré avec le producteur Ysidro Garcia aux Sight 16 Studios. Pendant l'enregistrement, le batteur Sean Griego est remplacé par Alan Tuma (ex-Moshketeers). Alan enregistre les morceaux de batterie de quatre chansons sur onze. Into the Pit est publié par Retroactive Records le 30 octobre 2007 et est bien accueilli par la presse spécialisée,,.
En 2007, Retroactive réédite Symphonic Extremities et Mechanics of Perilous Times, remasterisés et accompagnés de chansons bonus. En 2008, Ultimatum enregistre un album reprises de chansons suggérées par les fans. Lex Metalis est publié chez Retroactive Records le 21 juillet 2009. En 2009, Puppet of Destruction est remasterisé et réédité chez Roxx Records. Les singles World of Sin de leur album Symphonic Extremities, et Never de leur deuxième album Puppet of Destruction atteignent le top 10 du Pure Rock Report. Le groupe est encore an activité en date.

## Style musical
Le style musical du groupe est comparé à celui d'Exodus et Metal Church,.

## Membres

### Membres actuels
- Scott Waters - chant
- Robert Gutierrez - guitare (depuis 1992)[15]
- Rob Whitlock - basse (2002–2012)[15]
- Alan Tuma - batterie

### Anciens membres
- Augustine Ortiz - guitare
- Steve Trujillo - guitare (1992–2004)[15]
- Tom Michaels - basse
- Michael Rickaby - basse
- Greg Dingess - basse
- Sean Griego - batterie
- Mike Lynch - batterie

## Discographie

### Albums studio
- 1995 : Symphonic Extremities
- 1998 : Puppet of Destruction
- 2001 : The Mechanics of Perilous Times...
- 2007 : Into the Pit
- 2009 : Lex Metalis

### Démos
- 1993 : Fatal Delay
- 1994 : Symphonic Extremities by Ultimatum
- 1995 : Symphonic Extremities
- 1996 : Never

### Compilations
- 2012 : Heart of Metal - 20 Years of Ultimatum[16]